# كوثر بولعيد
كوثر بولعيد (مواليد 10 أكتوبر 1989) عداءة مغربية لمسافات طويلة متخصصة في الماراثون. شاركت في سباق الماراثون للسيدات في أولمبياد صيف 2016.

## روابط خارجية
- كوثر بولعيد على موقع الاتحاد الدولي لألعاب القوى (الإنجليزية)
- كوثر بولعيد على موقع أوليمبيديا (الإنجليزية)